# Yoshiyuki Hasegawa
Yoshiyuki Hasegawa, född 11 februari 1969 i Kyoto prefektur, Japan, är en japansk tidigare fotbollsspelare.